# 23011 Petach
23011 Petach è un asteroide della fascia principale. Scoperto nel 1999, presenta un'orbita caratterizzata da un semiasse maggiore pari a 2,3853785 UA e da un'eccentricità di 0,1663615, inclinata di 5,53920° rispetto all'eclittica.